# فرج فودة
فرج فودة (20 أغسطس 1945 – 8 يونيو 1992) كاتب ومفكر مصري، ولد في مدينة الزرقا بمحافظة دمياط في مصر. اغتيل على يد الجماعة الإسلامية في 8 يونيو 1992 في القاهرة. كما كانت له كتابات في مجلة أكتوبر وجريدة الأحرار المصريتين.

## حياته
ولد فرج فودة في قرية الزرقا بالقرب من مدينة دمياط في 20 أغسطس 1945. التحق فرج فودة في الستينيات بكلية الزراعة وحصل على شهادة البكالوريوس في الاقتصاد الزراعي في يونيو 1967 من جامعة عين شمس. وفي الشهر نفسه، استشهد شقيقه الملازم محيي الدين فودة - والذي كان يصغره بعام واحد - في حرب 5 يونيو 1967، وذلك بعد ثلاثة أيام فقط من تخرجه من الكلية الحربية، ولم يتم العثور على جثمانه. وشارك فرج فودة في مظاهرات الطلبة الغاضبة عام 1968 واعتقل لعدة أيام في عهد الرئيس جمال عبد الناصر.
شارك في تأسيس حزب الوفد الجديد، ثم استقال منه وذلك لرفضه تحالف الحزب مع جماعة الإخوان المسلمين لخوض انتخابات مجلس الشعب المصري العام 1984، ثم حاول تأسيس حزب باسم «حزب المستقبل» وكان ينتظر الموافقة من لجنة شؤون الأحزاب التابعة لمجلس الشوري المصري. أسس الجمعية المصرية للتنوير في شارع أسماء فهمي بمدينة نصر، وهي التي اغتيل أمامها.
أثارت كتابات فودة جدلا واسعا بين المثقفين والمفكرين ورجال الدين، واختلفت حولها الآراء وتضاربت؛ فقد طالب بفصل الدين عن السياسة والدولة وليس عن المجتمع، كانت جبهة علماء الأزهر تشن هجوما كبيرا عليه، وطالبت لجنة شؤون الأحزاب بعدم الترخيص لحزبه، بل وأصدرت تلك الجبهة في 1992 بجريدة النور بياناً بكفره.

### هزيمة 67
أثرت هزيمة 5 يونيو 1967 في فرج فودة بشدة، حيث يروي: «خيل لي أن مصر، قد ماتت وانتهت.» وهو يعتبرها أحد الأسباب الرئيسية لنمو التيارات الدينية في مصر والعالم العربي ويعتبر من نتيجتها «أن يبرز اتجاهان فكريان: أولهما يدعو إلى مواجهة العدو الإسرائيلي بمزيد من معرفة المعلومات عنه، وبمزيد من التأقلم مع حضارة العصر. ليس فقط من خلال مظاهر الحضارة، بل بالأخذ بجوهرها، ممثلا في احترام العقل وتقدير العمل وإعلاء قيمة الإنسان. أما الاتجاه الثاني فقد رأى أن الهزيمة لم تكن للإنسان المصري أو القيادة المصرية، بقدر ما كانت هزيمة لتبني المصريين للاختيار الغربي. وقد ساعد على تقوية حجة المساندين لهذا الاتجاه، أن إسرائيل نفسها كيان ديني في الأساس … وأنه من الواجب أن تواجه إسرائيل بنفس السلاح، وهو التوحد (الإسلامي) في مواجهة الغزو (اليهودي). خاصة وأن تاريخ الدولة الإسلامية في عهد الرسول، حافل بالمواجهة مع اليهود، وحافل أيضا بالانتصارات عليهم.»
انتمى فرج فودة إلى الاتجاه الأول، فهو يرجع الهزيمة إلى الجهل بلغة الحضارة الحديثة. وبالرغم من منهجه الفكري المناقض لسياسات الرئيس جمال عبد الناصر، ورفضه لممارسات التعذيب التي اتسم بها عصره، إلا أنه رفض أن يعزى عنف الجماعات الإسلامية المسلحة إلى التعذيب والقمع اللذين نالاها خلال ذلك العصر. فهو يشدد على أن عنف هذه الجماعات الموجه إلى المدنيين المصريين قد نشأ على يد التنظيم السري لجماعة الإخوان المسلمين في الأربعينيات قبل عصر عبد الناصر، ودون سابق تعذيب أو قمع، مما جعله يؤمن بأن استخدام العنف نابع من فكر هذه الجماعات في الأساس.

### عصر الرئيس السادات: 1970-1981

مكتب فرج فودة للاستشارات الاقتصادية بشارع أسماء فهمي بمصر الجديدة.

عمل فرج فودة معيدا بكلية الزراعة في جامعة عين شمس، وحصل على درجة الماجستير في الاقتصاد الزراعي عام 1975، ثم على درجة الدكتوراه في الاقتصاد الزراعي من جامعة عين شمس في ديسمبر 1981، وكان عنوان رسالته: "اقتصاديات ترشيد استخدام مياه الري في مصر.” عمل مدرسا بجامعة بغداد في العراق، ثم خبيرا اقتصاديا في بعض بيوت الخبرة العالمية، ثم أسس "مجموعة فودا الاستشارية" المتخصصة في دراسات تقييم المشروعات.
كان فودة يخطط للعمل في التدريس الجامعي غير أن الاضطرابات السياسية التي شهدتها تلك الفترة، ونمو الجماعات الإسلامية خلال السبعينيات، والذي انتهى باغتيال الرئيس محمد أنور السادات في 6 أكتوبر 1981 على المستوى الداخلي، وانتصار الثورة الإسلامية في إيران في 1979 على المستوى الخارجي، خرجت به من مهنة التدريس الجامعي إلى العمل السياسي العام. وإن ظل يؤكد أثر الدراسة الأكاديمية على أسلوب كتابته ومنهجه الفكري.
بصورة عامة، اتفقت سياسات السادات الاقتصادية مع منهج فرج فودة العلمي المؤمن بتفوق الأنظمة الليبرالية، حيث أن «التخطيط الشامل الذي يتحكم في العرض والطلب كان محض عبث أو انعطافة تاريخ.» وقد أشاد بالآثار الإيجابية لسياسة الانفتاح على الاقتصاد المصري.

#### نشأة التنظيمات الإسلامية
أيد فودة إعادة السادات للحياة الحزبية عام 1978. على الرغم من ذلك، فلقد حمل السادات المسئولية عن نمو التيارات الدينية، إذ يدعي أن الجماعات الإسلامية في الجامعات، قد تكونت على يد مباحث أمن الدولة، لمواجهة الناصريين واليساريين وبتوجيه من السادات. واعتبر أن اكتساحها للانتخابات الطلابية في نهاية حياته، بعد أن فقد السيطرة عليها، كان كابوسا يؤرق منامه.”
تقبل فودة تضمن دستور 1971 ضمن نصوصه، لأول مرة، "أن مبادئ الشريعة الإسلامية مصدر رئيسي للتشريع". بدعوى أن أغلب القوانين المدنية مستقاة من أحكام الشريعة الإسلامية. لكنه عارض السادات عند تعديل المادة السابقة بالنص على أن الشريعة الإسلامية هي "المصدر" الرئيسي للتشريع، بإضافة حرفي الألف واللام." وطرحها ضمن استفتاء عام قبل وفاته في عام 1981، ضمن مجموعة من البنود والتي على الناخب أن يجيب عليها جملة واحدة بالإيجاب أو النفي. ومنها وقد اعتبر فرج فودة إضافة هذه المادة تمهيداً لقيام الدولة الدينية، المقوضة بالضرورة للدولة المدنية.

### إنشاء حزب الوفد الجديد
عند عودة التعددية الحزبية في عهد الرئيس أنور السادات عام 1978، اعتبر فرج فودة أن "الحزب السياسي المنظم، والقوي الوحيد في الساحة المصرية الآن هو الحزب الديني الإسلامي بكافة اتجاهاته، وهي اتجاهات قد تتنافر في الأساليب، لكن يمكنها بسهولة شديدة أن تتجمع في إطار واحد يشمل الإخوان المسلمين (باتجاهاتهم) والجهاديين. ودعى لأن يواجهه تجمع سياسي لهُ جذور في الشارع المصري، يؤمن بالديمقراطية، ويكون قادرا على اجتذاب جميع الاتجاهات الليبرالية في مصر، ويرفع شعار الوحدة الوطنية ليس فقط كفكر مجرد، بل كتراث سياسي عظيم، ويمثل تجمعا شعبيا أكثر منه أيديولوجية سياسية، حيث تلتقي تحت لافتة العدل الاجتماعي كافة التيارات السياسية في ظله، أو على الأقل تناصره." وقد شارك فرج فودة في تأسيس حزب الوفد الجديد، لاعتقاده بالتقاء الخصائص السابقة فيه وفي تراثه التاريخي، واعتبر أنه «سوف يكون الصراع حتى نهاية هذا القرن العشرين في مصر، بين الوفد والاتجاه السياسي الديني المتطرف. وسوف تكون لكل منهما قواعده الشعبية. وسوف يلتف حول الوفد جميع المؤمنين بالديمقراطية والوحدة الوطنية، أفرادا وأحزابا. وعلى ضوء هذا الصراع سوف يتحدد المستقبل: الانتماء للمستقبل أم للماضي، الديمقراطية أم الإرهاب، الليبرالية أم القهر، الانتماء للعصر أم للتاريخ، مصر أولا أو للعقيدة أولا.»
حاول تأسيس حزب سياسي أسماه «المستقبل» غير أن لجنة شئون الأحزاب في مجلس الشورى رفضته مرتين، فخاض انتخابات برلمان 1987 مستقلا عن دائرة شبرا وخسر، حيث حصل على 2396 صوتا، بينما وصل مرشحا الحزب الوطني الديمقراطي الحاكم وحزب الوفد الجديد إلى جولة الإعادة بعد حصول مرشح الوفد على نحو 3000 صوت. واعتقد فرج فودة بوقوع تزوير في الانتخابات أبخسه «ما لا يقل عن خمسة آلاف صوت.»
تعرض إبان المعارك الانتخابية إلى حملة استهدفت شخصه وعقيدته، من مثل ادعاء الشيخ صلاح أبو إسماعيل أن فرج فودة قد دعا في كتابه «قبل السقوط» إلى إباحة الزنا طالبا منه أن يأتي له بزوجته وأهله، فإذا فعل فلا كرامة له، وإذا لم يفعل فهو أناني، وهو ما لم يرد عليه فرج فودة. كذلك أشاع بعض أنصار التيار الإسلامي أن ابنته متزوجة من السفير الإسرائيلي، وأنه يقيم حفلات جنس جماعي أثناء ندواته في جمعية تضامن المرأة العربية، وهاجمته إحدى الصحف القومية بأن برنامجه السياسي يتلخص في «حماية الزناة والسكارى»، وادعت صحف الوفد والأحرار والشعب بأنه غير حاصل على شهادة الدكتوراه مما دفعه لنشر تكذيب في مجلة آخر ساعة موثقا بصورة شهادة الدكتوراه. ولقد شبه فودة خسارته في الانتخابات لدفاعه عن العلمانية، بخسارة أحمد لطفي السيد (1872-1963)، في عقد العشرينيات بسبب دفاعه عن الديمقراطية مما عد مخالفا للإسلام آنذاك، موقنا بأن العلمانية ستصبح مقبولة في العالم الإسلامي في المستقبل كما أصبحت الديمقراطية مقبولة.
انتهت الانتخابات البرلمانية لعام 1987 بحصول أحزاب «التحالف الإسلامي» المكون من حزب العمل الاشتراكي وحزب الأحرار الاشتراكيين وجماعة الإخوان المسلمين على نسبة 17% من مقاعد مجلس الشعب، بينما لم يحصل حزب الوفد الجديد إلا على 10% فقط من المقاعد بعد تخلي الإخوان عنه، ولم يحقق الوفد الجديد أي نتيجة أفضل بعد ذلك.
خاض فودة معركة داخل حزب الوفد الجديد لمنع تحالف الحزب مع الإخوان المسلمين في الانتخابات البرلمانية في عام 1984. أورد فرج فودة أفكاره السياسية خلال هذا الصراع في كتابهِ الأول «الوفد والمستقبل» (1983)، وفشل فرج فودة في منع ذلك التحالف، والذي قاده داخل الحزب الشيخ صلاح أبو إسماعيل (1927-1990)، ونجح بفضله الوفد في الحصول على 58 مقعدا (15% من مجلس الشعب)، واستقال فرج فودة من الحزب في 26 يناير 1984.

#### صعود الإسلاميين
رأى فرج فودة انتصار التحالف الإسلامي ونجاح الإخوان المسلمين خطرا حقيقيا على الدولة، وأشار فودة إلى أن التيار الإسلامي قد تعلم من خطأه في انتخابات عام 1984 التي خاضها تياره التقليدي (الإخوان) الساعي في رأيه إلى «تحقيق الإرهاب بالشرعية» بدون تأييد تياره الثوري (جماعات الإرهاب المسلح) الساعي إلى «ضرب الشرعية بالإرهاب»، ليتوحد التياران في انتخابات عام 1987. «فإن أشهر أمراء الجماعات في المنيا قد رشح نفسه على قائمة التحالف ودافع عن شعاراته وراياته، وأصبح عضوا في المجلس بالفعل، وزامل في عضويته أعضاء آخرين، كانوا أمراء للجماعات الإسلامية وقت أن كانوا طلابا، وأصبحوا ممثلين لهذا التيار في نقاباتهم المهنية.» ويزعم فودة أن تمويل الحملة الانتخابية للتحالف كان عن طريق بيوت توظيف الأموال الإسلامية والتي تمثل ما أسماه فرج فودة باسم «التيار الثروي.»
عادت عمليات عنف الجماعات الإسلامية المسلحة في النصف الثاني من عقد الثمانينيات، مثل محاولات اغتيال وزير الداخلية اللواء حسن أبو باشا والكاتب الصحفي مكرم محمد أحمد ووزير الداخلية الأسبق اللواء النبوي إسماعيل في عام 1987، ومثل قتل الأقباط وتدمير محلات الفيديو وبيع الخمور وأدوار السينما وصيدليات الأقباط في سوهاج. وفي عام 1988 سيطرت الجماعات الإسلامية على منطقة إمبابة ومارست إرهابا ضد أقباطها، وتزايدت أعمال الفتنة الطائفية وإرهاب الأقباط خاصة في الصعيد. وكتب فرج فودة كتابه «الإرهاب» (1988) لدراسة تنامي هذا العنف، ورأى فيه أنه بالرغم من نجاح ردود الأفعال الأمنية العنيفة من قبل الدولة في عهدي إبراهيم عبد الهادي وجمال عبد الناصر في تحجيم عنف الجماعات الإسلامية المتمثلة آنذاك في الإخوان المسلمين، إلا أن مثل هذه النجاحات كانت لفترات محدودة ولم تستطع اجتثاث المشكلة من أساسها ومن ثم فإن حل إرهاب الجماعات الإسلامية يكمن في رأي فرج فودة في ثلاثة سبل هي اتساع ساحة الديمقراطية حتى للتيارات الإسلامية وأن يسود القانون، وأن يكون للإعلام خط ثابت مدافع عن أسس الدولة المدنية.

## المناظرات

فرج فودة أثناء مناظرة معرض القاهرة الدولي للكتاب (1992).

كان لفرج فودة مناظرتان شهيرتان أولها كانت مناظرة معرض القاهرة الدولي للكتاب في 7 يناير 1992 تحت عنوان: مصر بين الدولة الدينية والدولة المدنية، وكان فرج فودة ضمن جانب أنصار الدولة المدنية مع الدكتور محمد أحمد خلف الله، بينما على الجانب المقابل كان شارك فيها الشيخ محمد الغزالي، والمستشار مأمون الهضيبي مرشد جماعة الإخوان المسلمين، والدكتور محمد عمارة الكاتب الإسلامي، وحضر المناظرة نحو 20 ألف شخص.
المناظرة الثانية كانت في نادي نقابة المهندسين بالإسكندرية يوم 27 يناير 1992 تحت عنوان: مصر بين الدولة الدينية والدولة المدنية، وشارك فرج فودة ضمن أنصار الدولة المدنية مع الدكتور فؤاد زكريا، بينما كانت جانب انصار الدولة الدينية: الدكتور محمد عمارة، والدكتور محمد سليم العوا، وشارك فيها نحو 4000 شخص.

## اغتياله

دماء فرج فودة بعد اغتياله (يسارا) وصورة لسيارته بعد صدمها الدراجة البخارية التي استخدمها قاتلاه (يمينا).

### فتوى التكفير
في 3 يونيو 1992، نشرت جريدة (النور) الإسلامية – والتي كان بينها وبين فرج فودة قضية قذف بعد اتهامه بأنه يعرض أفلاما إباحية ويدير حفلات للجنس الجماعي في جمعية (تضامن المرأة العربية)، وهي القضية التي كانت في طريقها لخسارتها – نشرت جريدة (النور) بيانا من ندوة علماء الأزهر يكفر فرج فودة ويدعو لجنة شؤون الأحزاب لعدم الموافقة على إنشاء حزبه (المستقبل).

### عملية الاغتيال
وفي 8 يونيو قبيل أيام من عيد الأضحى، انتظر شابان من الجماعة الإسلامية، هما أشرف سعيد إبراهيم وعبد الشافي أحمد رمضان، على دراجة نارية أمام (الجمعية المصرية للتنوير) بشارع أسماء فهمي بمصر الجديدة حيث مكتب فرج فودة. وفي الساعة السادسة والنصف مساء، وعند خروجه من الجمعية بصحبة ابنه أحمد وصديق، وفي أثناء توجههم لركوب سيارة فرج فودة، انطلق أشرف إبراهيم بالدراجة البخارية وأطلق عبد الشافي رمضان الرصاص من رشاش آلي فأصاب فرج فودة إصابات بالغة في الكبد والأمعاء، بينما أصاب صديقه وابنه إصابات طفيفة، وانطلقا هاربين. غير أن سائق سيارة فرج فودة انطلق خلفهما وأصاب الدراجة النارية وأسقطها قبل محاولة فرارها إلى شارع جانبي، وسقط عبد الشافي رمضان وارتطمت رأسه بالأرض وفقد وعيه فحمله السائق وأمين شرطة كان متواجدا بالمكان إلى المستشفى حيث ألقت الشرطة القبض عليه، أما أشرف إبراهيم فقد تمكن من الهرب.

جنازة فرج فودة.

حملت سيارة إسعاف فرج فودة إلى المستشفى، حيث قال وهو يحتضر «يعلم الله أنني ما فعلت شيئا إلا من أجل وطني.» وحاول جراح القلب د. حمدي السيد نقيب الأطباء إنقاذ حياة فرج فودة، لمدة ست ساعات، لفظ بعدها أنفاسه الأخيرة. كما حمل ابنه أيضا إلى المستشفى حيث تعافى من إصاباته.

### المحاكمة

عبد الشافي رمضان أحد قاتلي فرج فودة.

بالتحقيق مع عبد الشافي رمضان، أعلن أنه قتل فرج فودة بسبب فتوى الدكتور عمر عبد الرحمن مفتي الجماعة الإسلامية بقتل المرتد في عام 1986. فلما سؤل من أي كتبه عرف أنه مرتد، أجاب بأنه لا يقرأ ولا يكتب، ولما سُئل لماذا اختار موعد الاغتيال قبيل عيد الأضحى، أجاب: لنحرق قلب أهله عليه أكثر.
ومع استمرار التحقيقات، اعترف عبد الشافي رمضان بأنه تلقى تكليفا من صفوت عبد الغني، القيادي بالجماعة الإسلامية والمحبوس في السجن في قضية اغتيال الدكتور رفعت المحجوب منذ 1990، وذلك عن طريق محاميه منصور أحمد منصور. وبأنه حصل على الرشاش الآلي من أبو العلا عبد ربه، وتلقى تدريبات رياضية عنيفة على يد محمد إبراهيم، وحصل مع شريكه الهارب أشرف إبراهيم على الدراجة النارية من جلال عزازي، وبأنهما اختبآ عند وليد سعيد وحسن علي محمود وأشرف عبد الرحيم حتى وقت العملية، بينما قام محمد عبد الرحمن وعلي حسن برصد تحركات فودة لاختيار أفضل مكان مناسب لتنفيذ عملية الاغتيال. وألقت الشرطة القبض على كافة المتهمين وقدمتهم إلى محكمة أمن الدولة طوارئ.

وعقدت المحكمة 34 جلسة استمعت فيها إلى أقوال 30 شاهدا. وطلب المحامون شهادة الدكتور محمود مزروعة – رئيس قسم العقائد والأديان بكلية أصول الدين بجامعة الأزهر – والذي ترأس ندوة علماء الأزهر بعد سفر الدكتور عبد الغفار عزيز إلى المملكة العربية السعودية. وفي يوم شهادة الدكتور مزروعة تطوع للشهادة الشيخ محمد الغزالي، واستمرت شهادته لمدة نصف ساعة، وقال فيها:
 ثم شهد الدكتور مزروعة لمدة ثلاث ساعات قال
 وأكد المتهمون أن شهادة الشيخ الغزالي والدكتور مزروعة تكفيهم ولو وصل الأمر لإعدامهم بعد ذلك.
 حكمت المحكمة بإعدام عبد الشافي رمضان ونفذ فيه الحكم، كما حكمت بسجن محمد أبو العلا لتوفيره السلاح، وبرأت باقي المتهمين، غير أن وزارة الداخلية اعتقلتهم، ونقلتهم إلى سجن الوادي الجديد، وتردد أنه كان يتم تعذيبهم يوميا، وبعد 6 أشهر تفرقوا في مختلف السجون، ولكن أحدهم وهو علي حسن المتهم برصد تحركات فرج فودة توفي في سجن الوادي الجديد عقب تعرضه للتعذيب على يد أحد المخبرين السريين.

وأفرجت وزارة الداخلية عام 1993 عن عدد من المتهمين هم وليد سعيد ومحمد عبد الرحمن وحسن علي محمود. وفي عام 2003 أفرجت عن جلال عزازي وأشرف عبد الرحيم وباقي المتهمين عدا محمد إبراهيم، الذي تم الإفراج عنه عام 2005، ثم أفرجت عن صبحي أحمد منصور وصفوت عبد الغني في عام 2006 في عهد الرئيس حسني مبارك. ثم أفرج الرئيس محمد مرسي عن أبو العلا عبد ربه في عام 2013، والذي أعلن في أكثر من مقابلة تليفزيونية بعدها عدم ندمه على قتل فرج فودة لأنه كافر. وافرج عن أبو العلا عبد ربه سنه 2013 بعفو رئاسي من الرئيس محمد مرسي

### تداعيات الاغتيال
بعد أسابيع من الاغتيال، ألّف الدكتور عبد الغفار عزيز (1937-1998) رئيس ندوة علماء الأزهر كتابا أسماه «من قتل فرج فودة ؟» (1992) ختمه بقوله: «إن فرج فودة هو الذي قتل فرج فودة، وإن الدولة قد سهلت له عملية الانتحار، وشجعه عليها المشرفون على مجلة أكتوبر وجريدة الأحرار، وساعده أيضا من نفخ فيه، وقال له أنت أجرأ الكُتّاب وأقدرهم على التنوير والإصلاح.»
 وهو ما علق عليه الكاتب علي سالم (1936-) في حفل تأبين فرج فودة الذي أقامته الجمعية المصرية لحقوق الإنسان في نقابة الصحفيين في 25 نوفمبر 1992 قائلا: «إنها المرة الأولى التي يظهر فيها المصريون الفرح لموت إنسان وينشرون ذلك في كتاب.»[بحاجة لمصدر]

ابنتا فرج فودة تبكيان بعد اغتياله.

ثم عرض الشيخ الغزالي على الدكتور مزروعة أن يصدر مجموعة من العلماء بيانا تضامنيا معه ومع ندوة العلماء، يتيح لهم أن يبدوا ما شاءوا من الآراء دون أن تكون هذه الآراء مدعاة لاتهامهم بالتحريض على القتل، وكان ممن وقعوا على البيان مع الشيخ محمد الغزالي الدكتور محمد عمارة والشيخ الشعراوي. وأعد الدكتور عبد العظيم المطعني الأستاذ بجامعة الأزهر دراسة بعنوان «عقوبة الارتداد عن الدين بين الأدلة الشرعية وشبهات المنكرين»، كما وضع الدكتور مزروعة كتابا بعنوان «أحكام الردة والمرتدين من خلال شهادتي الغزالي ومزروعة.» وصرح الشيخ الغزالي في حوار تليفزيوني فيما بعد 

## مؤلفاته
ألّف فرج فودة عددا من الكتب خلال تلك الفترة، هي «قبل السقوط» (1984)، و«الحقيقة الغائبة» (1984)، و«الملعوب» (1985)، و«الطائفية إلى أين؟» (1985) بالاشتراك مع يونان لبيب رزق (1933-2008) وخليل عبد الكريم (1930-2007)، و«حوار حول العلمانية» (1987). ولقت الكتب اهتماما، فطبع بعضها أكثر من مرة ودرس بعضها في الجامعات والمعاهد.
كما كتب عددا من المقالات في جرائد المعارضة، مثل «الأهالي» التابعة لحزب التجمع الوطني التقدمي الوحدوي و«الأحرار» التابعة لحزب الأحرار الاشتراكيين، وعددا أقل في الجرائد القومية، خاض فيها العديد من المعارك الفكرية دفاعا عن مبادئ الدولة المدنية من علمانية ووحدة وطنية وحقوق إنسان.
قائمة مؤلفاته الكاملة:
| - الحقيقة الغائبة. - زواج المتعة. - حوارات حول الشريعة. - الطائفية إلى أين؟ | - الملعوب. - نكون أو لا نكون. - الوفد والمستقبل. - حتى لا يكون كلاما في الهواء. | - النذير. - الإرهاب. - حوار حول العلمانية. - قبل السقوط. |

## أنظر أيضًا
- نصر حامد أبو زيد
- خليل عبد الكريم
- أحمد صبحي منصور
- علي عبد الرازق
- طه حسين
- جمال البنا
- أحمد عبده ماهر

## وصلات خارجية
- في ذكرى اغتيال فرج فودة، إيلاف
- قائمة الموت، المؤتمر نت
- حرية الفكر والقمع، الجريدة
- كابوس “التكفير” يعود إلى القاهرة؟، الأخبار اللبنانية (نسخة محفوظة 11 سبتمبر 2006 على موقع واي باك مشين.)
- مقطع فيديو لمناظرة لفرج فودة على يوتيوب